# Armageddon (album Ketama126)
Armageddon è il quinto album in studio del rapper italiano Ketama126, pubblicato il 3 giugno 2022 per Sony Music.

## Tracce
Testi e musiche di Piero Baldini.
1. Intro (vivo per vincere) – 2:29
2. Coca rosa (feat. RAF Camora) – 2:29
3. Armageddon – 2:34
4. Ragazzi fuori – 3:02
5. Benedizione – 2:31
6. Animale (feat. Noyz Narcos, The Whispers) – 2:38
7. Tanga (feat. Kaydy Cain) – 2:10
8. Su e giù – 2:49
9. Dimenticare (feat. Franco126) – 3:33
10. Ribelle – 2:37
11. Big Bang – 2:27
12. Stop – 2:45
13. Sparando alla luna (feat. Carl Brave, Pretty Solero) – 3:54
14. Guerra – 1:56
15. Immortale – 2:42
16. L'ultimo treno (feat. Yung Beef, Baby Pantera) – 3:24
17. Sotto la luna (bonus track) – 3:05

## Formazione
Musicisti
- Ketama126 – voce, testi, produzione